# Esiliiga 2012
L'Esiliiga 2012 è stata la 22ª edizione della seconda divisione del campionato di calcio estone e si è disputata tra l'11 marzo e il 4 novembre 2012.
Il campionato è stato vinto dall'Infonet, squadra di Tallinn che ha così conquistato per la prima volta l'accesso alla Meistriliiga.

## Squadre partecipanti
Le squadre promosse dalla II Liiga 2011 sono Tarvas Rakvere, Tartu SK 10 (fino alla scorsa stagione Tartu HaServ) e Tammeka Tartu II. Nessuna squadra proviene dalla scorsa stagione di Meistriliiga in quanto l'Ajax Lasnamäe ha rinunciato a iscriversi a questo campionato, ciò ha portato al ripescaggio del Pärnu, retrocesso nella scorsa stagione a seguito della sconfitta ai play-out.
| Club                | Città        | Stadio              | Posizione 2011                                                    |
| ------------------- | ------------ | ------------------- | ----------------------------------------------------------------- |
| Flora Tallinn II    | Tallinn      | Sportland Arena     | 5º posto in Esiliiga 2011                                         |
| Infonet             | Tallinn      | Stadio Lasnamäe     | 2º posto in Esiliiga 2011                                         |
| Kiviõli Tamme Auto  | Kiviõli      | Kiviõli Stadium     | 3º posto in Esiliiga 2011                                         |
| Levadia Tallinn 2   | Tallinn      | Stadio Maarjamäe    | 4º posto in Esiliiga 2011                                         |
| Lootus Kohtla-Järve | Kohtla-Järve | Stadio Kohtla-Järve | 7º posto in Esiliiga 2011                                         |
| Pärnu               | Pärnu        | Stadio Pärnu Kalev  | 8º posto in Esiliiga 2011, retrocesso dopo i play-out e ripescato |
| Puuma Tallinn       | Tallinn      | Stadio Lasnamäe SPK | 6º posto in Esiliiga 2011                                         |
| Tammeka Tartu II    | Tartu        | Stadio Tamme        | 2º posto nel girone Sud/Ovest di II Liiga 2011                    |
| Tartu SK 10         | Tartu        | Stadio Tamme        | 1º posto nel girone Sud/Ovest di II Liiga 2011                    |
| Tarvas Rakvere      | Rakvere      | Stadio Rakvere      | 1º posto nel girone Nord/Est di II Liiga 2011                     |

## Classifica finale
|  | Pos. | Squadra             | Pt | G  | V  | N | P  | GF | GS  | DR  |
|  | ---- | ------------------- | -- | -- | -- | - | -- | -- | --- | --- |
|  | 1.   | Infonet             | 83 | 36 | 26 | 5 | 5  | 94 | 33  | +61 |
|  | 2.   | Flora Tallinn II *  | 69 | 36 | 20 | 9 | 7  | 66 | 32  | +34 |
|  | 3.   | Tarvas Rakvere      | 68 | 36 | 21 | 5 | 10 | 66 | 58  | +8  |
|  | 4.   | Tartu SK 10         | 54 | 36 | 15 | 9 | 12 | 65 | 58  | +7  |
|  | 5.   | Levadia Tallinn 2 * | 53 | 36 | 15 | 8 | 13 | 77 | 56  | +21 |
|  | 6.   | Kiviõli Tamme Auto  | 44 | 36 | 12 | 8 | 16 | 78 | 83  | -5  |
|  | 7.   | Puuma Tallinn       | 43 | 36 | 12 | 7 | 17 | 55 | 61  | -6  |
|  | 8.   | Tammeka Tartu II *  | 37 | 36 | 10 | 7 | 19 | 55 | 83  | -28 |
|  | 9.   | Pärnu               | 36 | 36 | 9  | 9 | 18 | 43 | 72  | -29 |
|  | 10.  | Lootus Kohtla-Järve | 19 | 36 | 6  | 1 | 29 | 40 | 103 | -63 |

(*)squadra ineleggibile per la promozione.

### Play-off
|                | Risultati |                | Luogo e data              |  |
| -------------- | --------- | -------------- | ------------------------- |  |
| Tarvas Rakvere | 1 - 2     | Kalev Tallinn  | Rakvere, 11 novembre 2012 |  |
| Kalev Tallinn  | 1 - 0     | Tarvas Rakvere | Tallinn, 17 novembre 2012 |  |
|                |           |                |                           |  |

Il Tarvas perde i play-off e rimane in Esiliiga.

### Play-out
|                  | Risultati |                  | Luogo e data               |  |
| ---------------- | --------- | ---------------- | -------------------------- |  |
| Tulevik Viljandi | 1 - 1     | Tammeka Tartu II | Viljandi, 11 novembre 2012 |  |
| Tammeka Tartu II | 3 - 2     | Tulevik Viljandi | Tartu, 17 novembre 2012    |  |
|                  |           |                  |                            |  |

Il Tammeka Tartu II perde i play-out.

## Verdetti
- Infonet vincitore del campionato di Esiliiga 2012 e promosso in Meistriliiga 2013.
- Tammeka Tartu II retrocesso dopo i play-out e in seguito ripescato a completamento dell'organico.
- Pärnu e  Lootus Kohtla-Järve retrocesse in Esiliiga B 2013.